# Carl Wettig
Carl Bernhard Wilhelm Wettig (* 16. März 1826 in Goslar; † 2. Juli 1859 in Brünn) war ein deutscher Komponist, Pianist und Dirigent. 

## Leben
Wettig wurde am 16. März 1826 in Goslar geboren und am 31. März in der dortigen Stephanus-Kirche getauft. Seine Eltern waren der Musiker und Mühlenbesitzer Wilhelm Sebastian Wettig und dessen Ehefrau Albertine Dorothee Marie Wettig geb. Albrecht. 
Er studierte ab 1845 am Leipziger Konservatorium und lebte anschließend in Weimar, wo er von Carl Montag (1817–1864) unterrichtet wurde. Daneben unterrichtete er dort selbst den gleichaltrigen Alexander Wilhelm Gottschalg im Klavierspiel.
Am 23. Juli 1848 sandte er aus dem Dorf Wusseken bei Stolp in Hinterpommern, wo er als Privatlehrer tätig war, erstmals einige seiner Werke an Robert Schumann, der sich daraufhin für Wettigs Schaffen engagierte. Am 5. August 1848 schrieb Schumann an Wettig, dass ihm namentlich dessen „Clavierstück mit Orchester“ zusage, das er „bald gedruckt“ wünsche. Zugleich bot er an: „Meine Frau, die Sie ja wohl als gute Musikerin dem Namen nach kennen, würde es dann bei der ersten Gelegenheit, die sich bietet, in Leipzig spielen.“ Dazu kam es zwar nicht, doch erreichte Schumann, dass der Verlag Breitkopf & Härtel mehrere Lieder und Klavierwerke Wettigs im Druck herausgab. 
Am 2. Januar 1849 schrieb Schumann an Wettig, dass er sich vom 7. bis 11. Januar in Leipzig aufhalte und lud ihn zu einem Treffen ein. Wettig scheint darauf nicht reagiert zu haben. Am 4. Januar 1850 kam in einem Konzert des Leipziger Vereins „Euterpe“ durch Schumanns Vermittlung eine Ouvertüre Wettigs zur Aufführung. Kurz darauf endete die Korrespondenz der beiden Komponisten. 
Ab Anfang der 1850er-Jahre war Wettig als Kapellmeister in Erfurt und Naumburg tätig. In Naumburg traf er mit dem jungen Friedrich Nietzsche (1844–1900) zusammen, der dort 1850 bis 1856 lebte und sich später sehr lobend über ihn äußerte: „Hier muß ich den trefflichen Musikdirektor Wettig erwähnen, einen durch und durch tüchtigen Musiker, sowohl im Dirigieren als Komponieren. Seine kleine Kapelle hielt er immer in musterhafter Ordnung, die Chöre des Gesangvereins wurden von ihm ausgezeichnet eingeübt, aber er galt außerdem auch für den besten Lehrer in Naumburg. Seine Gemahlin, eine frühere Opernsängerin, trug auch viel dazu bei, die Musikaufführungen zu verschönern.“
Ab 1855 wirkte Wettig als Opernkapellmeister in Brünn und beendete dort kurz vor seinem frühen Tod die Oper Wittekind, über das Leben des Führers der heidnischen Sachsen Widukind im Widerstand gegen Karl den Großen.  
Wettigs Todesursache ist nicht bekannt.

## Familie
Wettigs Frau war die aus  Weimar stammende Sängerin Wilhelmine Marie Henriette („Minna“) Stark (* 8. März 1828 in Weimar; † 2. April 1912 ebenda), eine Tochter des Weimarer Arztes Wilhelm Moritz Stark. Sie studierte ab 1845 ebenfalls am Leipziger Konservatorium und war anschließend einige Jahre am Leipziger Stadttheater tätig. Beide heirateten im Juli 1852 in Mannstedt bei Weimar. 
Nach dem Tod ihres Mannes zog sie wieder in ihre Heimatstadt und heiratete dort am 8. Oktober 1868 in zweiter Ehe den Geiger August Friedrich Weißenborn († 19. Oktober 1902 in Nordhausen). Ein Sohn aus dieser Ehe war der niederländische Komponist Ernst Wettig-Weissenborn (1868–1946).
Von 1869 bis 1874 ist Minna Wettig-Weißenborn als Gesangslehrerin am Weimarer Sophienstift nachweisbar, einer Schule für höhere Töchter.

## Werke (Auswahl)
Die Orchesterwerke Wettigs erschienen nicht im Druck und sind verschollen.
- op. 2 – Sehnsucht (Emanuel Geibel), Leipzig: Breitkopf & Härtel, 1849
- op. 3 – Drei Klavierstücke, Leipzig: Breitkopf & Härtel, 1849
  - op. 3 Nr. 1 – Impromptu B-Dur für Klavier, gewidmet Antonie von Puttkammer[10]
  - op. 3 Nr. 2 – Zwei Bagatellen As-Dur und A-Dur, gewidmet Eveline von Puttkammer
- op. 4 – Scherzo, „Herrn Franz Liszt gewidmet“ für Klavier, Hamburg: Schubert & Co., 1850
- op. 5 – Vier Lieder nach Texten von Heinrich Heine, Hamburg: Schubert & Co., 1850
- op. 6 – Lieder ohne Worte für Klavier, Hamburg: Schubert & Co., 1850
- op. 7 – Zwölf kleine Stücke für Klavier, Hamburg: Schubert & Co., 1851
- op. 8 – Drei Lieder, Leipzig: Breitkopf & Härtel, 1851
- op. 9 – Thema mit Variationen D-Dur für Klavier, Leipzig: C. F. Peters, 1854[11]
- op. 10 – Konzertstück b-Moll für Klavier und Orchester, „Frau Dr. Clara Schumann gewidmet“ (ungedruckt, verschollen)[12]
- op. 13 – Sechs Klavierstücke, Leipzig: C. F. Peters, 1856
- op. 14 – Impromptu gis-Moll für Klavier, Winterthur: J. Rieter-Biedermann, 1860
- op. 18 – Fünf Klavierstücke, gewidmet „seinem Freunde Carlschulz“ [sic], Leipzig: C. F. Peters, 1860
- op. 19 – Neun Clavierstücke zu vier Händen, Wien: C. A. Spina's Nachfolger (Friedrich Schreiber)
- op. 22 – Vier Lieder für gemischten Chor, Leipzig, um 1895
- op. 23 – Sechs Lieder, Winterthur: J. Rieter-Biedermann, 1860
- op. 24 – Bagatelle Es-Dur für Klavier
- op. 25 – Im Wald (Müller von der Werra) für Männerchor, Leipzig: Friedrich Kistner, ca. 1862